# 네팔 올림픽 위원회
네팔 올림픽 위원회(네팔어: नेपाल ओलम्पिक समिति, 영어: Nepal Olympic Committee)는 네팔을 대표하는 국가 올림픽 위원회이다. IOC 코드는 NEP이다. 본부는 카트만두에 있으며 아시아 올림픽 평의회에 소속되어 있다.
1962년에 설립했으며 1963년에 국제 올림픽 위원회의 승인을 받았다. 올림픽, 아시안 게임을 비롯한 국제 스포츠 대회에 참가하는 네팔의 선수들을 대표한다.